# Abaton
Das Abaton (Plural Abata; von altgriechisch ἄβατος ábatos „unzugänglich“ [Adjektiv in Maskulinum], neugriechisch άβατο ávato) ist ein heiliger, für die meisten Menschen unzugänglicher Ort. Der Zugang wird durch die Hüter des Heiligtums verwehrt.
Ebenfalls als Abaton wird gelegentlich das Adyton bezeichnet, das nur für die Priester betretbare Allerheiligste eines griechischen Tempels, besonders in Epidauros und im Apollon-Tempel von Delphi.
Im antiken Griechenland waren Abata heilige Stätten im Freien, an denen eine Gottheit oder eine göttliche Kraft in besonderer Weise anwesend gedacht wurde; dies konnte sich z. B. durch ein Blitzmal manifestieren. Abata durften zum Schutz vor Verunreinigung bzw. umgekehrt zum Schutz der Menschen vor dem göttlichen Zorn nicht betreten werden und wurden deshalb meist ummauert oder anderweitig abgesperrt. Zu berühmten Abata zählen u. a. das Zeus-Heiligtum auf dem Lykaion, das Erechtheion auf der Akropolis von Athen und der Hain der Großen Göttinnen in Megalopolis.
In den griechischen Kirchen wird mit Abaton das Allerheiligste, d. h. der mit Vorhängen umgebene Chor bezeichnet, den nur die Priester betreten dürfen.